# Maîtrise de la salinité

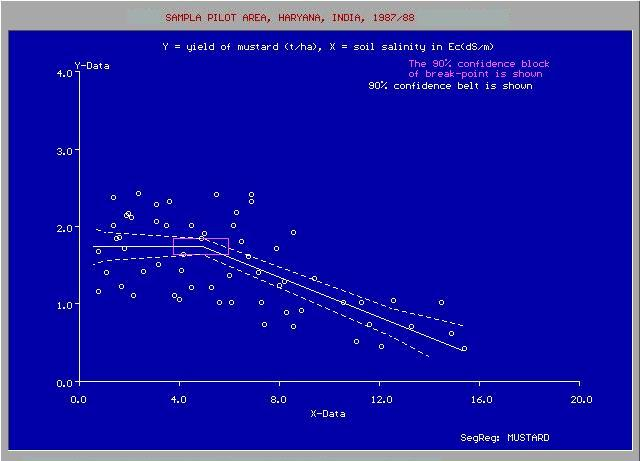
Modélisation numérique avec le logiciel SegReg : production de grains de moutarde en fonction de la salinité du sol.

Le contrôle de la salinité permet de préserver le potentiel d'un sol, essentiellement en vue de son exploitation agricole. De façon préventive, il permet de limiter la dégradation par excès de sels et de restaurer des sols comportant des éléments chimiques en excès quelle qu'en soit l'origine . On parle aussi d'amélioration, de remédiation ou de récupération des sols.
L'eau de pluie généralement acide ainsi que l'eau d'irrigation peut mettre en solution des éléments constitutifs des roches du sol ou sous-sol. Dans les régions arides, ces éléments ne sont pas lessivés et s'accumulent provoquant la salinisation. Celle-ci peut être aggravée par des apports d'engrais inadaptés.
La première cause anthropique de salinisation est l'irrigation, car l'eau d'irrigation, qu'il s'agisse d'eau de ruissellement ou d'infiltration, surtout en région aride, transporte une charge minérale qui est piégée dans le sol après évaporation.
La méthode primaire de contrôle de la salinité consiste à lessiver un sol par 10-20% de l'eau d'irrigation, et à drainer cette eau par un réseau de drainage approprié. La concentration en sel des eaux ainsi récoltées doit être, en régime normal, 5 à 10 fois celle de l'eau d'irrigation, c'est-à-dire que la quantité de sels relarguée est égale à la quantité reçue ; autrement dit, qu'il n'y ait pas accumulation.

## Le problème de la salinité des sols

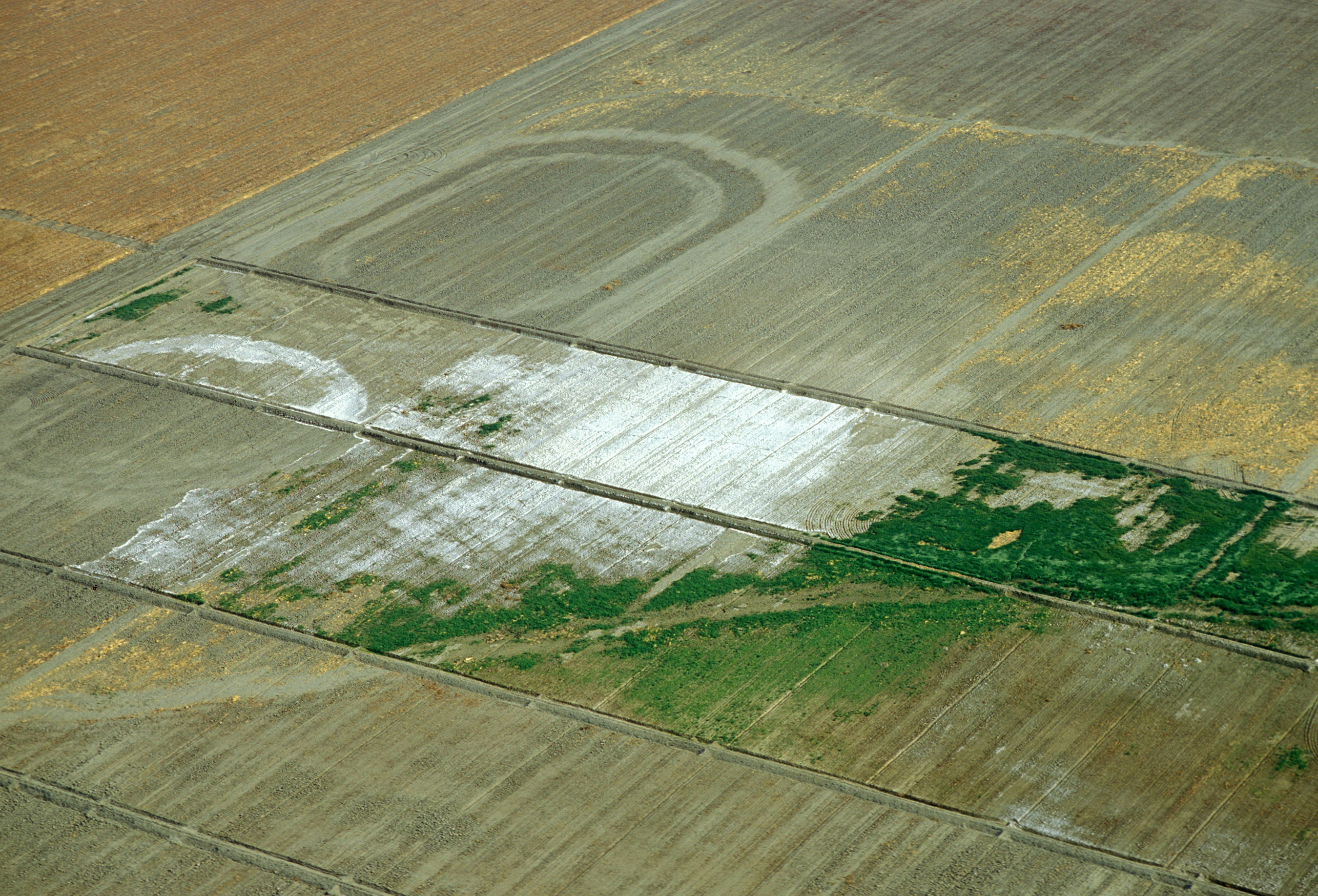
Sols salinisés, Vallée de San Joaquin, Californie

Dans les sols salinisés, la concentration en sels de sodium, calcium, magnésium, potassium est importante ; le plus courant est le chlorure de sodium (NaCl, notre sel de table) : cependant  la concentration en ions Cl pose généralement moins de problème car ils sont facilement lessivés même avec de faibles quantités d'eau. Les ions dont le sodium sont normalement fixés par le complexe argilo-humique dans un sol sain. Dans un sol dégradé ou en région aride, le complexe argilohumique est rapidement saturé, les ions positifs passent en solution et précipitent si l'évaporation est intense. On a ainsi fréquemment des dépôts superficiels de carbonate de sodium (l'ion carbonate provient du gaz carbonique dissous dans l'eau) responsables de la couleur blanche des sols sodiques et de leur pH alcalin. Suivant l'ampleur du problème, on peut distinguer des sols salinisé, sodiques et éventuellement sodiques alcalins.

« La stérilité a touché en moyenne 2 000 ha de terres irriguées dans les régions arides et semi-arides de 75 pays, pendant plus de 20 ans (chaque semaine, le monde perd une surface supérieure à celle de  Manhattan)... Pour nourrir les quelque neuf milliards d'habitants annoncés pour 2050, avec peu de terres encore à défricher, il faudra que chacun s'y mette. »

— Manzoor Qadir, World Soil Salt Degradation 
Selon une étude de l'université des Nations unies, environ 62 000 000 ha sont affectées, soit 20 % des terres irriguées à travers le monde, et ce chiffre était déjà de 45 000 000 ha au début des années 1990. Pour la seule plaine indo-gangétique, qui abrite plus de 10% de la population mondiale, les pertes en blé, riz, sucre de canne et coton cultivés sur des terres saturées en sels pourraient se monter à 40%, 45%, 48% et 63%, respectivement.
La saturation des sols en sels est un trait commun aux terres irriguées des régions arides et semi-arides et un problème environnemental qui entraîne la baisse de rendement critique des cultures. 
Les problèmes sont fréquemment associés à un niveau de nappe trop élevé, dû à une infiltration naturelle insuffisante. Le mauvais drainage vient d'un débit insuffisant de l'aquifère, par exemple dans une dépression du relief où se trouve un point bas de la nappe.
Dans le monde, le principal facteur de saturation des sols en sels est le manque de pluie : les sols salins sont majoritairement présents dans les régions arides et semi-arides du globe.

### Principale cause

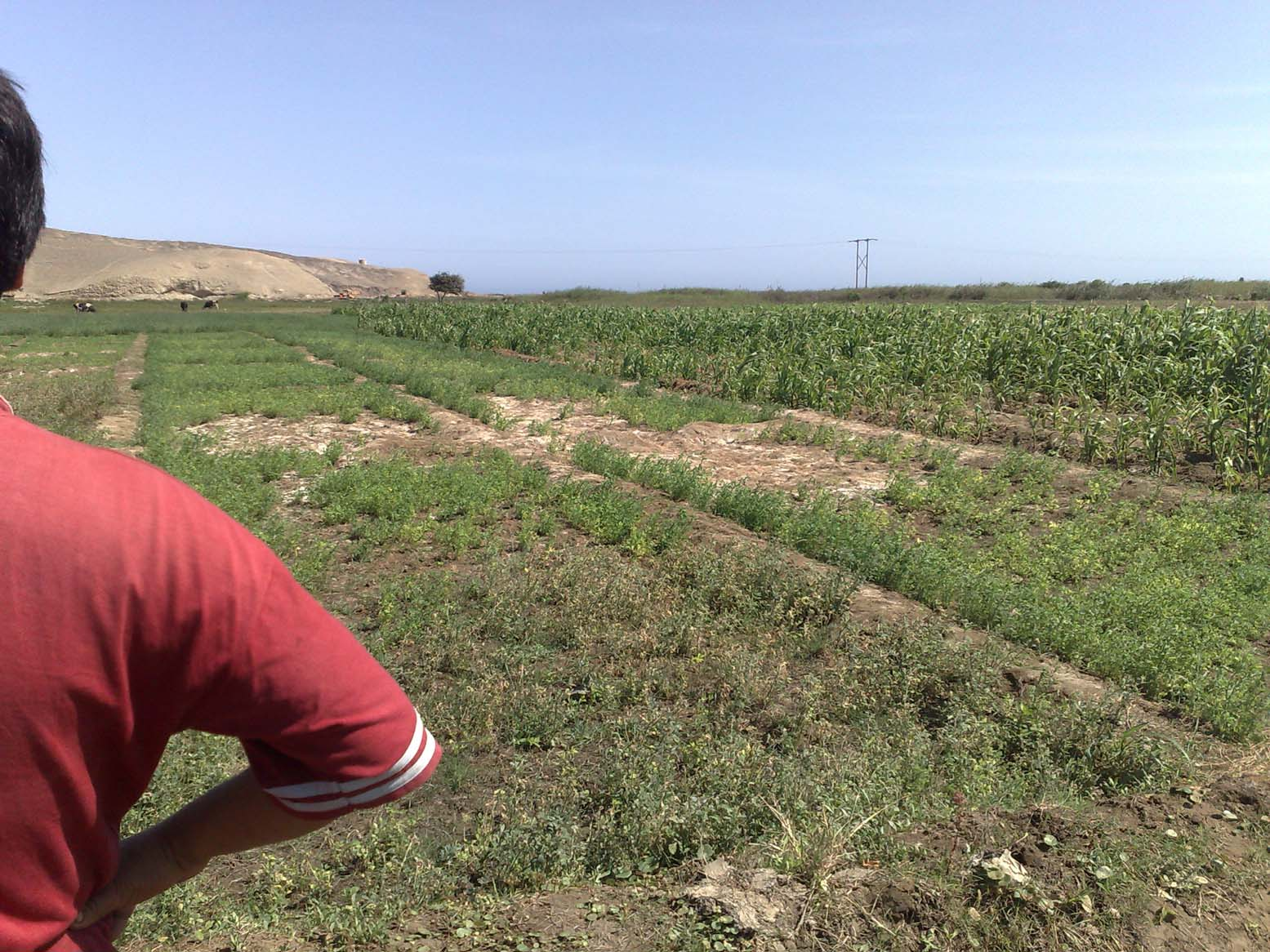
Terre appauvrie par salinisation.

La principale cause de salinisation artificielle est l'irrigation des terres agricoles. L'eau d'irrigation puisée dans les rivières ou la nappe, aussi douce soit-elle, contient des sels minéraux qui finissent piégés dans le sol après évaporation.
Par exemple, si l'on irrigue avec une eau faiblement chargée, à 0,3 g/l (ce qui correspond à une conductivité électrique d'environ 0,5 FdS/m) moyennant un apport très raisonnable de 10 000 m3/ha (presque 3 mm/jour), cela entraîne par lixiviation et drainage 3 000 kg de sels, susceptibles de faire baisser le rendement agricole à long terme.
La plupart des eaux employées à l'irrigation présentent une concentration en sels dissous plus forte que dans notre exemple, sans compter que la plupart des campagnes d'irrigation mettent en jeu un volume d'eau annuel bien supérieur. Le sucre de canne, par exemple, exige 20 000 m3/ha d'eau par an, de sorte que les parcelles reçoivent 3 000 kg/ha de sels par an , et certaines même jusqu'à 10 000 kg/ha/an.

### Cause secondaire

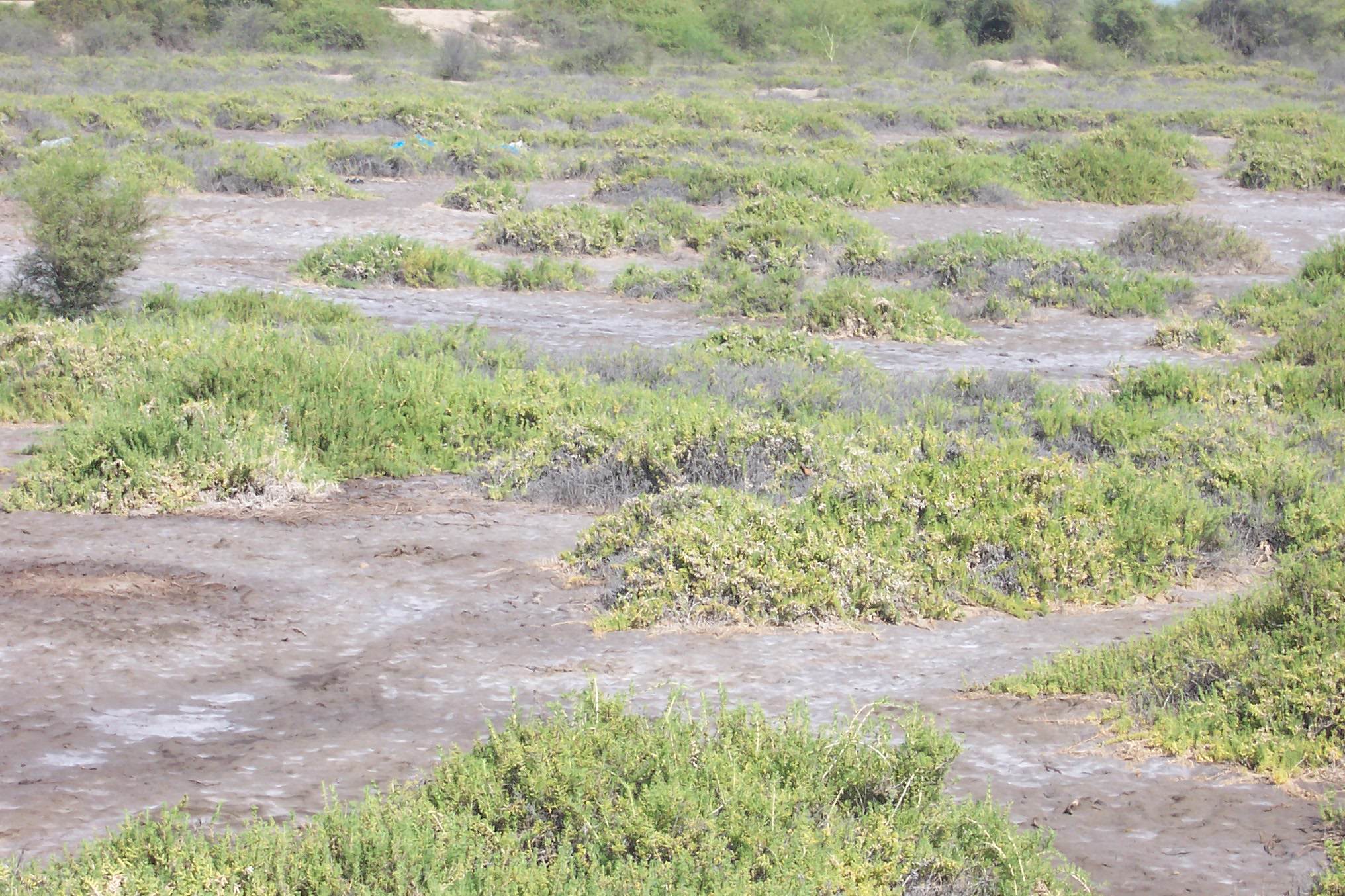
Affleurement de sel causé par la remontée de la nappe phréatique

La cause secondaire de la salinisation est la saturation en eau des terres. L'irrigation, en effet, perturbe l’équilibre hydrique naturel des terres irriguées. Dans les projets d’irrigation, de grandes quantités d’eau ne sont pas absorbées par les plantes : la fixation de 100% de l’eau d'irrigation est d’ailleurs une chimère, puisque le taux d’absorption maximum est d'environ 70%, et qu’il ne dépasse jamais pratiquement 60%. Cela signifie donc qu’au moins 30%, et souvent plus de 40% d'eau s’évapore ou est stockée dans le sous-sol, ce qui peut altérer considérablement l’hydrologie originale des aquifères locaux. Beaucoup d’aquifères ne peuvent évacuer de telles quantités d'eau, de sorte que le niveau de la nappe monte au point d'affleurer en surface.
La saturation s'accompagne de trois problèmes : 
- La hauteur de la nappe et le déficit d'oxygénation de l'horizon racinaire réduit le rendement de la plupart des cultures
- Elle provoque l'accumulation de sels charriés par l'eau d'irrigation, puisque la circulation d'eau est ralentie
- la stratification verticale de la nappe piège les sels dissous dans le sol ce qui aggrave la salinisation.

L'état de l’aquifère d'une parcelle et le débit d'infiltration jouent un rôle important dans la salinisation du sol, comme on le voit ici :

Influence de l’aquifère sur la salinisation des terres irriguées
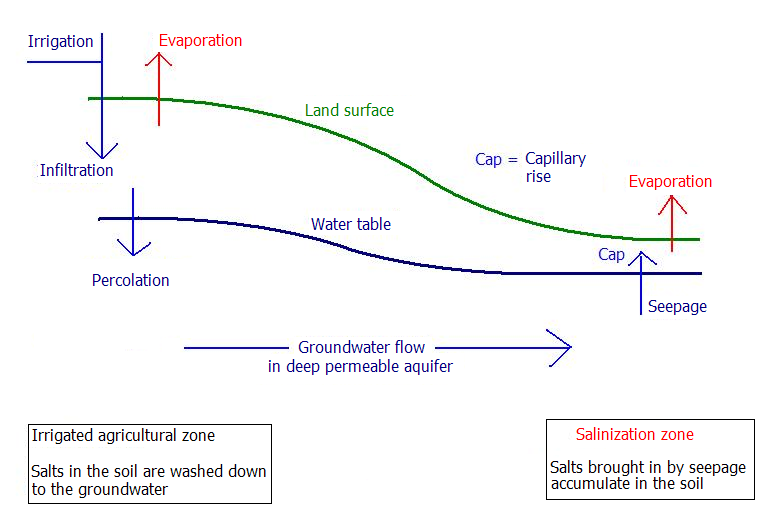
Salinisation des points bas d'une parcelle vallonnée avec un aquifère satisfaisant
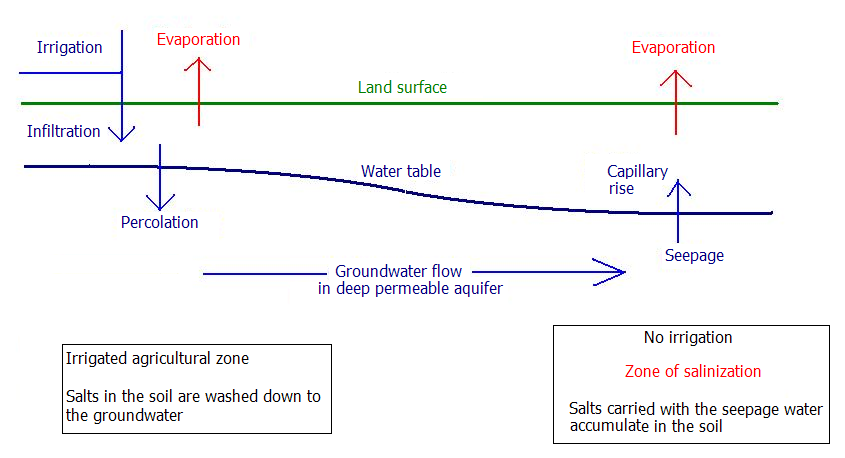
Salinisation des parcelles mal irriguées d'une plaine avec un aquifère satisfaisant
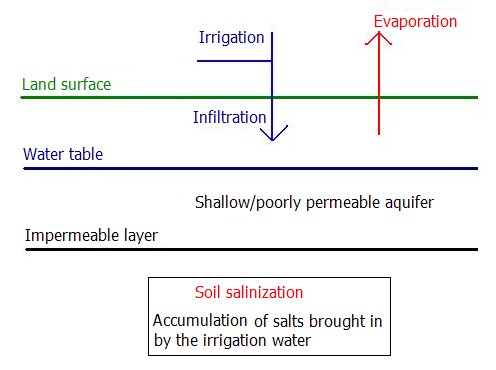
Salinisation d'une plaine artificiellement irriguée
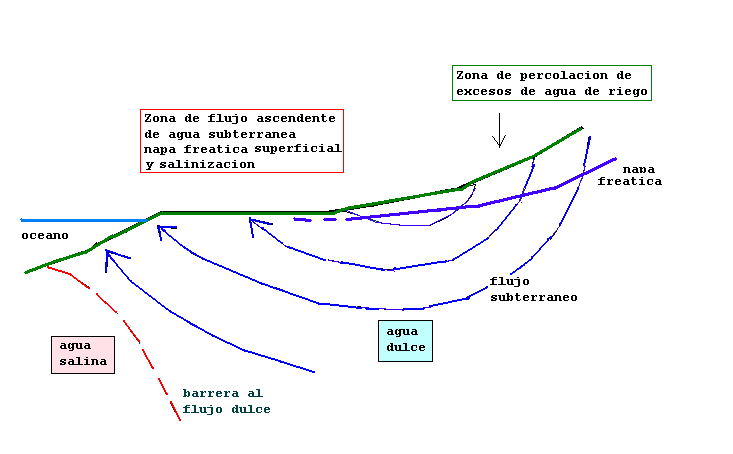
Salinisation du delta d'un fleuve par l'irrigation des terres situées en amont

### Géographie des régions les plus touchées
Normalement, la salinisation des terres agricoles affecte 20 à 30% des terres irriguées artificiellement. Sur les parcelles devenues stériles, l’abandon de l'agriculture s’accompagne de la restauration d’un équilibre eau-concentration minérale stable.
Rien qu’en Inde, des milliers de kilomètres carrés de terres sont devenues salins ; mais la Chine et le Pakistan sont à peine en reste (et il n'est même pas exclus que la Chine soit plus touchée que l'Inde). La table ci-après, dressée d’après la carte mondiale des sols de FAO/UNESCO, fournit la répartition géographique des 3 230 000 km2 de terres rendues stériles par la saturation en sels.

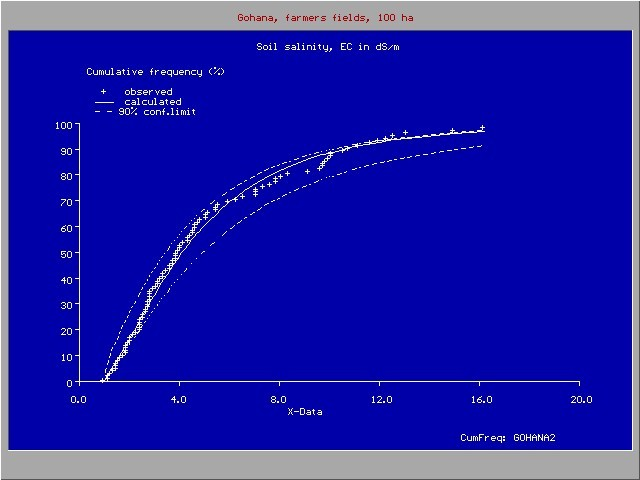
Sortie du logiciel de simulation CumFreq : gradient de salinité d'un sol

| Région                 | Superficie (en millions d'ha) |
| ---------------------- | ----------------------------- |
| Australie              | 84.7                          |
| Afrique                | 69.5                          |
| Amérique latine        | 59.4                          |
| Proche et Moyen-Orient | 53.1                          |
| Europe                 | 20.7                          |
| Asie et Extrême-Orient | 19.5                          |
| Amérique du Nord       | 16.0                          |

### Gradient de salinité
Bien que le mécanisme du processus de salinisation soit assez facile à comprendre, il reste difficile d'expliquer pourquoi certaines parcelles de terre semblent davantage affectées que d'autres, ou de prévoir précisément quelle parcelle sera la plus touchée. Cela tient essentiellement à la variation temporelle et spatiale des conditions naturelles (chaleur, teneur en eau, etc.), au gradient hydraulique non uniforme et aux changements saisonniers ou annuels de pratiques agricoles. La prédiction n'est simple, à vrai dire, que pour les terrains vallonnés : car on sait d'expérience que les terrains en dépression sont ordinairement les plus vulnérables.
Pour un programme d'irrigation, le dosage de l'eau selon les parcelles, ou le recours à des modèles d'agrohydrosalinité, peuvent expliquer ou permettre d’anticiper l'étendue et la gravité des problèmes.

## Diagnostic

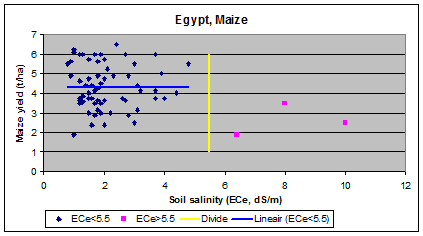
Le maïs en Égypte se maintient jusqu'à une teneur de ECe=5,5 dS/m mais décline au-delà

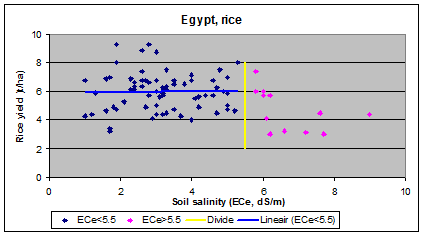
Le riz présente en Égypte la même résistance à la salinité que le maïs.

### Mesure
La salinité d'un sol se mesure par la concentration en sels (en g/l) d'une boue, ou sa conductivité électrique (EC) en dS/m. Le rapport entre ces deux paramètres est, avec les unités indiquées, de 5/3 : y g/l ⇒ 5y/3 dS/m. L’eau de mer peut atteindre, rappelons-le, une concentration en sel de 30 g/l (3%) ; sa conductivité sera alors de 50 dS/m.
La norme de détermination de la salinité d'un sol prescrit d'extraire par centrifugation un échantillon de sol saturé, et de mesurer sa conductivité électrique ECe ; mais on peut mesurer plus aisément la salinité sans la centrifugation, dans une boue diluée entre 2  et   5 grammes d'eau par gramme de sol sec. Le rapport entre ECe et EC2:1 est d'environ 4, d'où : ECe = 4 EC1:2.

### Classification
Les sols sont considérés comme salins dès que ECe > 4. Si 4 < ECe < 8, le sol est qualifié de légèrement salin ; si 8 < ECe < 16 il est qualifié de salin, et si ECe > 16, de fortement salin.

### Résistance des cultures
Si les cultures vulnérables perdent de leur vigueur pour des sols même faiblement alcalins, la plupart des cultures sont sensibles aux sols salins, et seules quelques cultures spécifiques parviennent à se maintenir dans des sols fortement salins. L'université du Wyoming et l’État de l’Alberta  ont fourni des données sur la tolérance des plantes à la concentration en sels.

## Principes du contrôle de la salinité
Le drainage est la principale méthode de contrôle de la salinité des sols. Le principe est de ne drainer qu'une petite partie de l'eau d'irrigation (entre 10 to 20 %, celle qui a proprement lessivé le sol).
Dans les zones irriguées où la salinité est stable, la teneur en sels minéraux de l'eau drainée est en principe 5 à 10 fois supérieure à celle de l'eau d'irrigation. Les rejets en sels minéraux équilibrent les apports et il n'y a pas d'accumulation.
Lorsque l'on met en exploitation des sols déjà salins, la concentration en sels dissous de l'eau de drainage sera d'emblée beaucoup plus élevée (typiquement 50 fois) que celle de l'eau d'irrigation. Le relargage de sel sera très supérieur à l'apport de sels, si bien qu'avec le même débit de drainage, la dessalinisation est plus rapide. Au bout d'un ou deux ans, la teneur en sels des rejets a diminué au point de redevenir normale et il s'établira un nouvel équilibre, favorable à l'agriculture.
Dans les régions à fort contraste saison sèche–humide, le drainage peut n'être activé qu'en saison humide, et interrompu à la saison sèche. Cette pratique épargne l'eau d'irrigation.
Le rejet d'eaux chargées peut contaminer l'aval du bassin versant. Il faut envisager sérieusement ces risques et, si nécessaire, entreprendre des mesures correctives. Autant que possible, il faut restreindre le drainage aux saisons humides, car alors les effluents chargés sont les moins dommageables.

## Le drainage

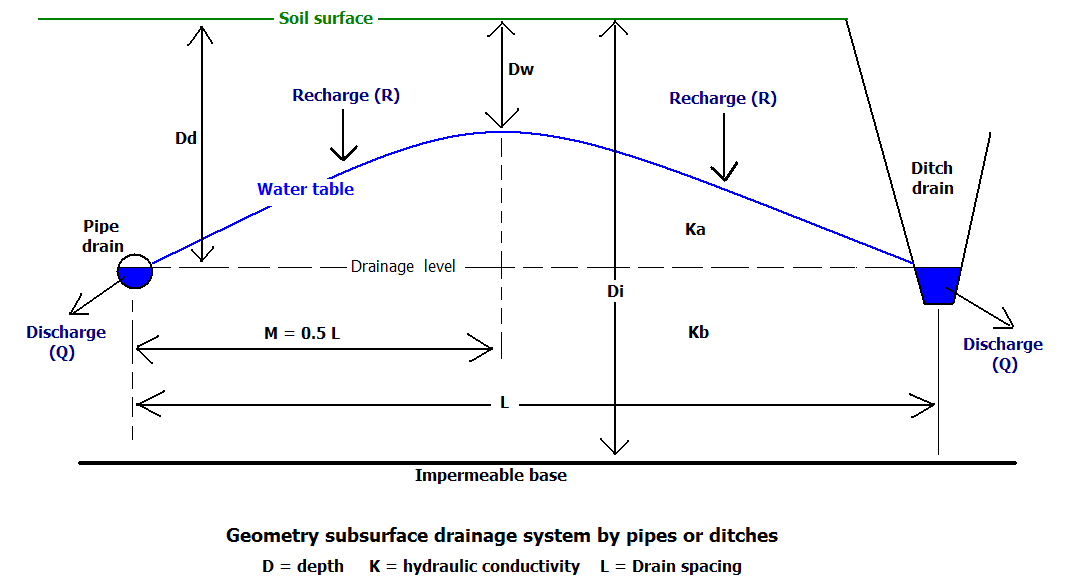
Paramètres d'un drainage horizontal.

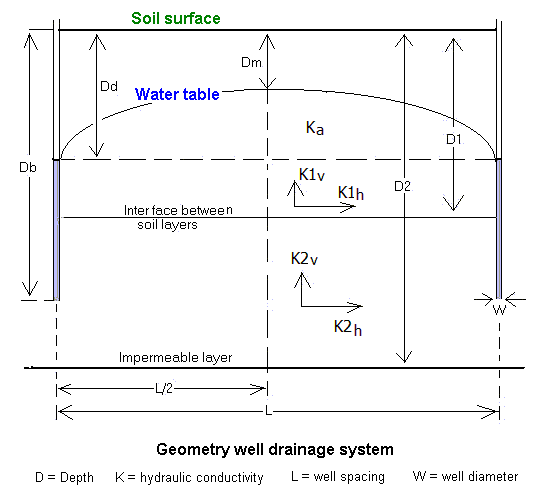
Paramètres d'un drainage vertical.

Le drainage pour le contrôle de la salinité est le plus souvent un drainage horizontal (figure de gauche), quoiqu'on ait parfois recours à des drains verticaux (figure de droite).
Le drainage, conçu pour évacuer l'eau chargée, abaisse par là aussi le niveau de nappe ; aussi, afin de réduire le coût du dispositif, l'action sur la nappe doit être réduite au minimum. L'abaissement de nappe admissible dépend des pratiques d'irrigation et d'agriculture, ainsi que de la nature des cultures.
Dans bien des cas, une nappe réduite en moyenne saisonnière à 60 cm est convenable. Cela signifie qu'elle peut ponctuellement descendre en-dessous de 60 cm (disons 20 cm juste après irrigation ou un orage), et qu'en d'autres occasions, elle dépassera 80 cm. Les fluctuations de nappe fait « respirer » le sol en favorisant l'émission de dioxyde de carbone (CO2) par les racines et la fixation d’oxygène.
Une nappe de profondeur modérée évite d'ailleurs une irrigation excessive, qui noierait les racines des cultures.
Les valeurs avancées ci-dessus à propos de la profondeur optimale de la nappe ne sont qu'indicatives : dans certains cas, une nappe encore plus réduite est requise (par exemple dans les rizières), alors que dans d'autres cas il faut la prévoir plus profonde (par exemple pour les vergers). La détermination de la profondeur de nappe optimum ressortit au drainage agricole.

## Lixiviation du sol

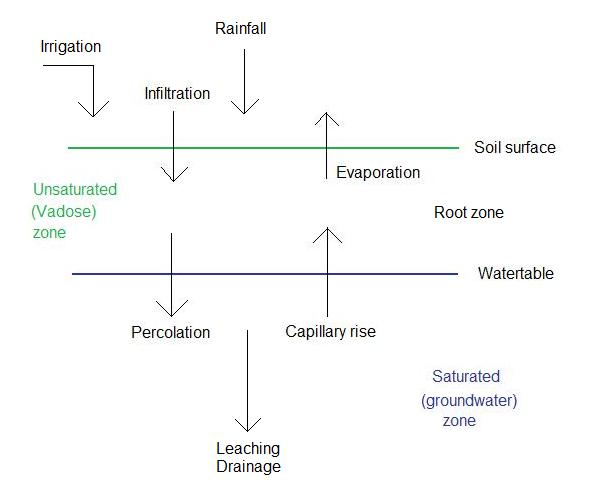
Facteurs d'équilibre hydrique d'un sol

La zone vadose du sous-sol saturé est principalement soumise à quatre facteurs hydrologique :
- Infiltration des eaux de pluie et d'irrigation (Irr) dans le sol depuis la surface (Inf) :
- Inf = Pluie + Irr
- Évapotranspiration de l'eau par les plantes directement dans l'atmosphère via la surface (Evap)
- Percolation de l'eau depuis la zone non saturée du sol dans la nappe (Perc)
- remontée capillaire de la nappe vers la zone non saturée (Cap)

En régime permanent (c'est-à-dire que le volume d'eau stocké dans la zone non saturée ne change pas à long terme) l’équilibre hydrique de la zone non saturée s'écrit : Apports = Rejets, donc:
- Inf + Cap = Evap + Perc     ou :
- Irr + Pluie + Cap = Evap + Perc

et l'équilibre en sels minéraux s'écrit
- Irr.Ci + Cap.Cc = Evap.Fc.Ce + Perc.Cp + Ss

où 
- Ci est la concentration en sels minéraux de l'eau d'irrigation,
- Cc est la concentration en sels minéraux des remontées capillaires, égale à la concentration de la nappe superficielle,
- Fc est la fraction d'évapotranspiration par les végétaux,
- Ce est la concentration en sels minéraux de l'eau absorbée par les racines,
- Cp est la concentration en sels minéraux de l'eau de percolation,
- et Ss est l'augmentation de concentration en sels dans la frange non saturée du sol.

Cela suppose que l'eau de pluie n'est pas chargée (mais c'est le cas général loin du littoral) et que le  ruissellement est négligeable. Le volume d'eau prélevé par les plantes (Evap.Fc.Ce) est d'ordinaire négligeable : Evap.Fc.Ce = 0

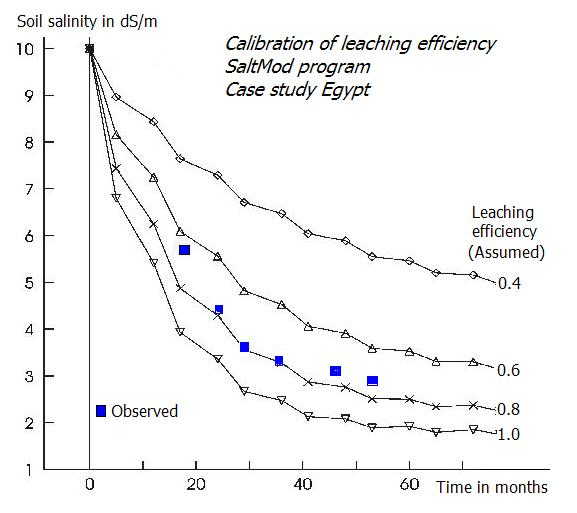
Courbes de lixiviation, pour déterminer le rendement optimum.

La concentration en sels minéraux Cp peut être supposée une fraction déterminée de la concentration en sels minéraux dans la zone non saturée (Cu) ce qui donne : Cp=Le.Cu, 
où Le est taux de lixiviation, souvent de l'ordre de 0,7 à 0,8 dans les sols structurés, mais moindre dans  les sols lourds et argileux. Dans le polder de Leziria Grande du delta du Tage, on a établi que la lixiviation n'est que de 0.15.
Pour maintenir la salinité Cu à un niveau donné Cd,
Ss = 0, Cu = Cd et Cp = Le.Cd. 
L'équilibre en sels se ramène alors à :
- Perc.Le.Cd = Irr.Ci + Cap.Cc

En introduisant la condition de lixiviation, à savoir que le débit de percolation doit être égal à Lr, on obtient :
- Lr = (Irr.Ci + Cap.Cc) / Le.Cd

De là, substituant
Irr = Evap + Perc − Rain − Cap
et re-arrangeant les termes :
- Lr = [ (Evap−Rain).Ci + Cap(Cc−Ci) ] / (Le.Cd − Ci) [13]

On en déduit les débits d'irrigation et de drainage propres à maîtriser la teneur en sels dissous.
Dans les programmes d'irrigation en zone aride et semi-aride, il faut s'assurer des conditions de lixiviation en prenant en compte le taux d'irrigation (field irrigation efficiency, c'est-à-dire la fraction d’eau d’irrigation qui percole dans le sol).
Le niveau de salinité souhaitable Cd depend de la tolérance des cultures au sel. L’université du Wyoming et le gouvernement de l’Alberta fournissent des données à ce sujet.

## Une alternative: la «culture en bande»

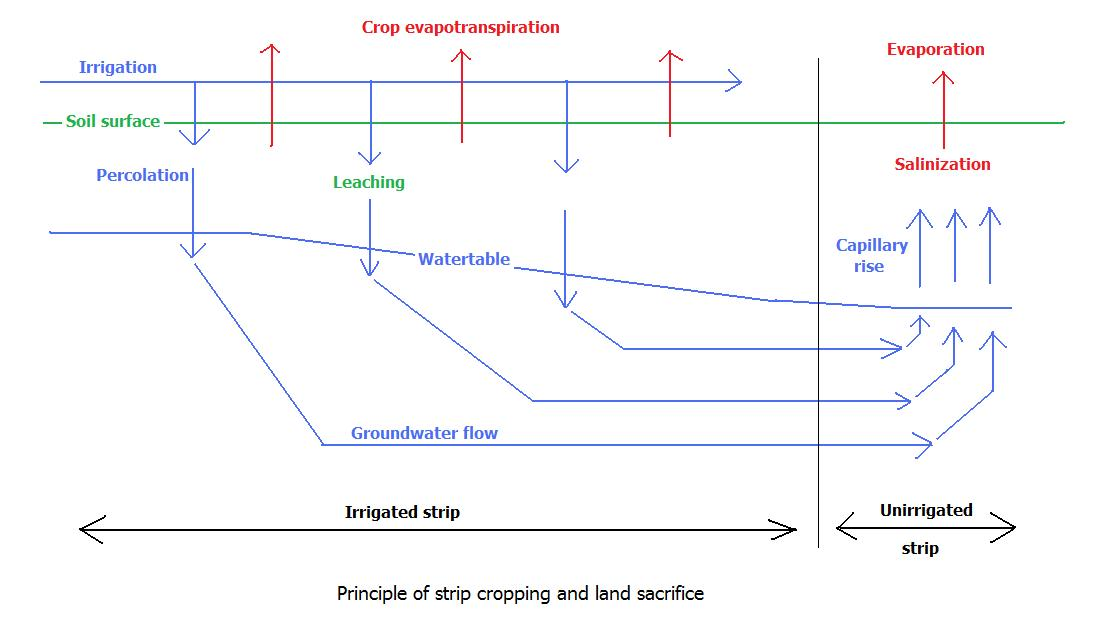
La « culture en bande » consiste à gérer la profondeur de nappe pour mieux contrôler la salinité.

Dans les terres irriguées artificiellement et subissant un fort gradient hydraulique et une salinisation importante, il arrive que l'on pratique la culture en bande : des bandes de terres adjacentes sont alternativement irriguées et laissées en jachère.
Par apport d'eau aux parcelles irriguées, la nappe s'élève localement ce qui crée un gradient hydraulique vers les bandes non-irriguées. Cet écoulement agit comme un drainage superficiel des parcelles directement irriguées, sans toutefois assécher la nappe ; la lessivage du sol est possible, et on peut ramener la salinité à un niveau acceptable.
Sur les parcelles non irriguées (sacrificielles), le sol reste sec ; l'eau interstitielle y remonte par capillarité et s'évapore, relarguant sa charge minérale dans les terrains. Néanmoins, ces parcelles sont appréciées du bétail qui peut y brouter les mauvaises herbes et des herbes résistantes. Par ailleurs, il est envisageable de planter des essences d'arbre résistantes à la salinisation comme le Casuarina, Eucalyptus ou l’Atriplex, qui ont des racines profondes (la salinité du sous-sol, parce qu'il est saturé, est moindre que celle du sol en surface). Il est ainsi possible de combattre l'érosion éolienne. On peut aussi récolter l'engrais des parcelles non irriguées.

## Modèle de salinisation

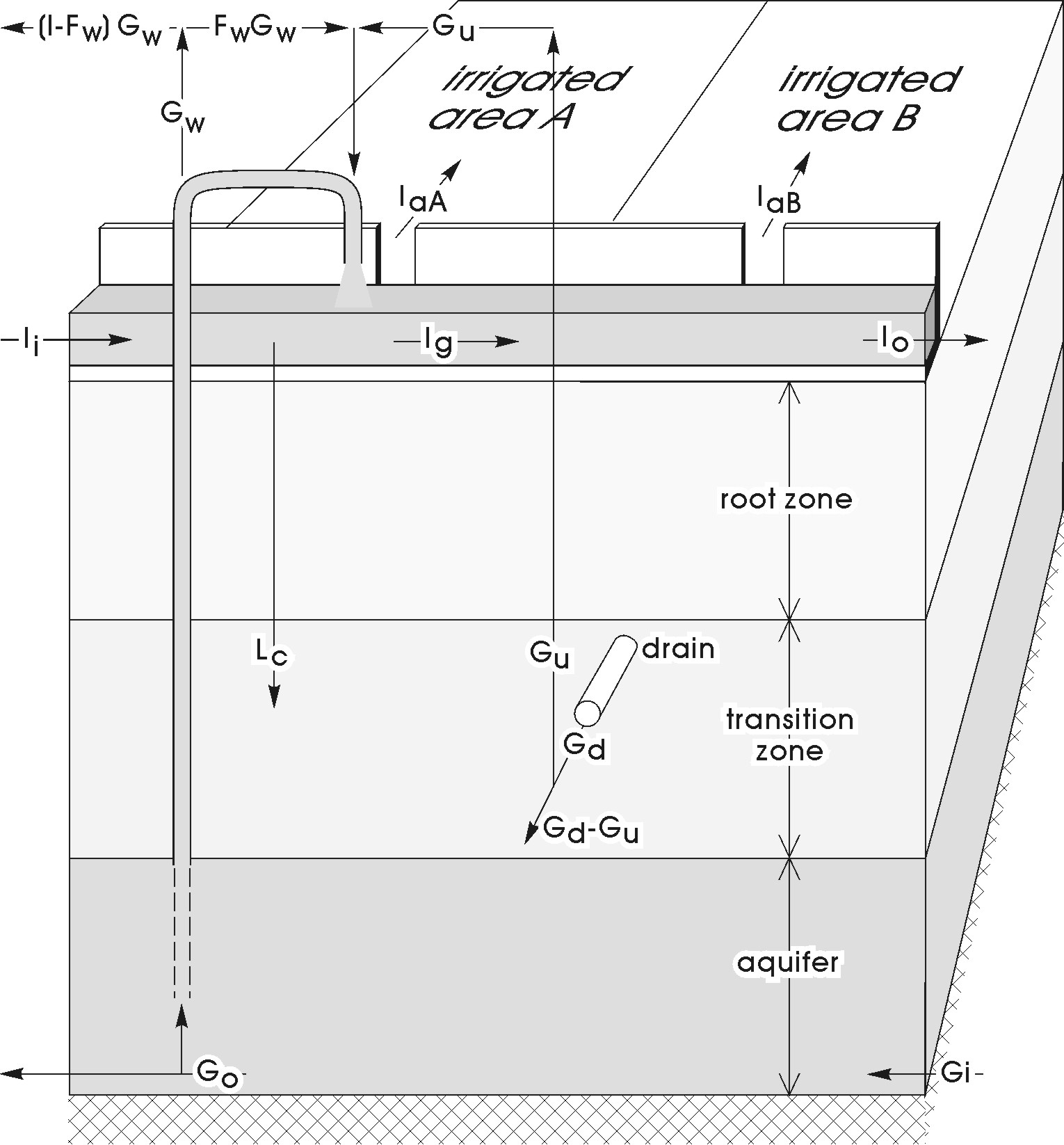
Paramètres d'entrée du modèle SaltMod.

La plupart des modèles numériques disponibles pour le transport de solutés dans les sols (par ex. SWAP, DrainMod-S, UnSatChem et Hydrus) intègrent l'équation de Richards pour l'écoulement en zone non saturée, combinée aux équations de Fick pour l'advection et la dispersion des sels minéraux.
Ces modèles exigent la connaissance des caractéristiques du sol comme les relations entre paramètres du sol non saturé : teneur en eau, tension superficielle, courbe de rétention d'eau, perméabilité non saturée, dispersivité et diffusivité ; or ces relations varient dans l'espace et le temps, et de plus, elles sont difficiles à mesurer. Au surplus, ces modèles sont difficiles à caler en pratique tellement la salinité est hétérogène. Ils exigent un pas de temps adapté et une chronique des conditions aux limites hydrologiques précise au jour, parfois même à l'heure près. Tout cela fait de l'application de modèles un travail d'experts.
Il existe bien sûr des modèles plus simples, tels SaltMod, qui sont fondés sur l'équilibre hydrique saisonnier et une loi empirique pour la remontée capillaire. Ils sont utiles pour définir le régime d'irrigation-drainage à partir d'un calcul de la salinité à long terme.
LeachMod,, qui reprend les mêmes principes que SaltMod, permet d'interpréter les expériences de lixiviation où l'on contrôle le gradient de sels dissous dans l'horizon racinaire : le modèle recale la courbe taux de lixiviation - profondeur à partir des concentrations en sels.
On peut calculer le gradient de teneur en sels minéraux en fonction du relief à partir de la concentration de l'eau en sels et d'un logiciel de calcul d'écoulements interstitiels comme SahysMod.